# Proteohormone
Proteohormone und Peptidhormone sind lipidunlösliche/lipophobe (= fettunlösliche) Hormone, die eine Eiweißstruktur (Protein = Eiweiß) besitzen, also aus verbundenen Aminosäuren bestehen und durch Proteinbiosynthese entstehen. Es sind demnach spezielle Proteine, die Hormonfunktionen ausüben, also Botenfunktionen, die bestimmte Regelungen in tierischen, also auch menschlichen Körpern bewirken. Die meisten der Hormonarten sind Proteohormone.
Es gibt native und synthetische Proteohormone, d. h., sie werden in Körpern natürlich gebildet, können aber auch künstlich hergestellt und verabreicht werden. Proteohormone werden in der Human- und der Veterinärmedizin zur Beeinflussung verschiedener Funktionen von Organismen eingesetzt.

## Einordnung
Wie auch Steroidhormone sind die Proteohormone eine Biomolekülgruppe. Der Begriff Proteohormon bezieht sich auf die strukturelle Einteilung der Hormone. Proteohormone sind Proteinmoleküle und unterscheiden sich dadurch strukturell von den Ringmolekülen mit Steroidstruktur (siehe Steroidhormone, Steroide), den Eikosanoiden und den biogenen Aminen (Katecholamine wie beispielsweise Adrenalin).
Chemisch klassifiziert können die Proteohormone zudem von den Aminosäurederivaten, Isoprenderivaten, Steroidhormonen und den Fettsäurederivaten unterschieden werden.

## Peptidhormone
Peptidhormone sind Proteohormone, bestehen aber aus weniger Aminosäuren und sind chemisch gesehen Peptide: mittels Peptidbindungen verknüpfte Aminosäuren.
Peptide sind kurzkettige Proteine. Wenn weniger als 10 Aminosäuren zu einer Kette verbunden sind, spricht man von Oligopeptiden. Wenn 10 bis 100 Aminosäuren zusammengekettet sind, spricht man von Polypeptiden. Wenn mehr als 100 Aminosäuren verkettet sind, nennt man dies ein Protein. Allerdings sind Polypeptide auch Proteine, aber auch als Oberbegriff zu verstehen. In der Nomenklatur der Peptide und Proteine gibt es bei einigen Molekülen einen Widerspruch zu der Anzahl der Aminosäuren. Als Peptid gelten Aminosäureketten, die nicht mehr als 100 Aminosäuren haben. Unter einem Peptidhormon versteht man einen Botenstoff (Hormon), der chemisch gesehen ein Peptid ist, welches aus mehreren (3–191) Aminosäuren aufgebaut ist und hydrophile Eigenschaften besitzt. Peptidhormone, wie z. B. die Interleukine besitzen also mehr als 100 Aminosäuren, obwohl sie nach der Nomenklatur als kleine Proteine bzw. Peptide gelten. Somit sollte man die Grenze der Aminosäuren bei Peptiden vorsichtig gedanklich eigentlich auf 200 erhöhen (Makropeptide).
Man kann die Peptidhormone auch nach der Molekülmasse einteilen. Insulin und Somatotropin, beides Hormone mit Polypeptidstruktur, haben eine höhere Molmasse als zum Beispiel ACTH, ein Peptidhormon mit geringerer Molmasse.

## Untereinheiten
Peptidhormone können aus einer oder mehreren Aminosäureketten aufgebaut sein. LH und FSH zum Beispiel bestehen im Gegensatz zu ACTH aus zwei Peptidketten. Die zwei Ketten werden dann als α- und β-Untereinheit bezeichnet.

## Biosynthese
Wie alle Proteine werden auch die Peptidhormone in vivo mittels der Proteinbiosynthese synthetisiert.

## Signalwege
Die Proteohormone werden wie andere Hormone nach ihrer Entstehung in das Blut abgesondert, wo sie ihren endokrinen Funktion nachkommen können. Somit sind sie extrazelluläre Signalmoleküle, d. h., es sind Moleküle, die außerhalb von Zellen vorkommen. Sie zirkulieren nach der Entstehung und Absonderung im Blut, sind aber nicht grundsätzlich aktiv. Proteohormone werden sogar im Blut verändert und damit reguliert. Die biologische Aktivität der Proteohormone hängt u. a. von einer Zucker-Komponente ab (auch Kohlenhydrat-Komponente genannt), die an das Eiweißgerüst angehängt ist. Aktive Hormone können nach Kontakt und Wechselwirkung (Interaktion) mit passenden zellulären Rezeptoren, die sich in Zellmembranen, im Cytosol oder dem Zellkern von Zellen befinden können, ihre Hormonwirkung entfalten, das Signal übermitteln und Aktionen in den Zellen auslösen. Die Hormon-Rezeptor-Bindung löst oft die Bildung eines Signalmoleküls in den Zellen aus.
Einige der im Blut zirkulierenden Hormone werden auch wieder aus dem Blut entfernt. Dazu dient wieder die an das Eiweiß angehängte Zucker-Komponente. Wird Sialinsäure von diesem Zucker enzymatisch abgespaltet, kann sich das Proteohormon an die Rezeptoren von Leberzellen binden. Der Vorgang heißt Endozytose. Dadurch verschwindet das Hormon aus dem Blut.

## Nachweis
Inaktive Hormone können z. B. durch spezifische Antikörper gegen das entsprechende Hormon nachgewiesen werden, obwohl sie gar nicht mehr das ursprüngliche Molekül sind.

## Doping
Proteo- und Peptidhormone werden seit 1989 auch in Dopinglisten geführt. Speziell EPO (Blutdoping), hCG (Testosteronproduktion bei Männern), hGH (Wachstum) oder ACTH werden in den Listen geführt.

## Arten
Proteohormone haben sehr viele unterschiedliche Funktionen und Aufgaben in Organismen.

### Proteohormone
- Angiotensine
- Leptin
- Prolaktin

#### Kurzkettige Peptide (Oligopeptide)
- Oxytocin (Wehenhormon, Uteruskontraktion, 9 Aminosäuren)
- ADH (=Vasopressin; 9 Aminosäuren; Regulation des Wasserhaushalts)
- Bradykinin (9 Aminosäuren)
- Desmopressin (synthetisch, 9 Aminosäuren)

#### Längerkettige Peptide
- Gonadoliberin (10 Aminosäuren) (Dekapeptid)
- Insulin (A-Kette: 21 Aminosäuren, B-Kette: 30 Aminosäuren; Regulation des Blutzuckerspiegel)
- Glucagon (29 Aminosäuren) (Polypeptid)
- Gastrin (Big-Gastrin: 34 Aminosäuren, Gastrin I und II: 37 AS, Mini-Gastrin: 14 AS)
- Somatostatin (14 AS)
- Calcitonin (32 Aminosäuren) (Ca-Stoffwechsel: Ca2+ Spiegel-Senkung)
- Obestatin (Nahrungsregulation, appetithemmend; 23 Aminosäuren, Precursor 117 Aminosäuren)
- Parathormon (84 Aminosäuren) (Ca-Stoffwechsel: Ca2+ Spiegel-Hebung)
- ANF (33 Aminosäuren) Natriuretisches Peptid
- Ghrelin (28 Aminosäuren) (Nahrungsregulation, appetitsteigernd)
- HCG (Humanes Choriongonadotropin) (α-Untereinheit: 92 Aminosäuren, β-Untereinheit: 145 Aminosäuren)

#### Proteine
Glykoproteinhormone der Hypophyse & Hypothalamus:
TSH Thyreotropin (Schilddrüsenstimulierendes Hormon) (Schilddrüsenfunktion)
- TRH Thyreoliberin (Releasing-Hormon)
- FSH Follitropin (Follikelstimulierendes Hormon) (Follikelwachstum, Spermienbildung)
- LH Luteotropin (Luteinisierendes Hormon) (α-Untereinheit: 92 Aminosäuren, β-Untereinheit: 118 Aminosäuren)
- ACTH Adrenocortikotropin (adrenocorticotropes Hormon) (39 Aminosäuren)
- MSH (Melanozytenstimulierendes Hormon)
- EPO (Erythropoietin) (165 Aminosäuren)

Wachstumshormone:
- G-CSF (Granulozyten-Kolonie-stimulierender Faktor, 174 Aminosäuren)
- IGF (Insulin-like growth factor, Insulinähnliche Wachstumsfaktoren)
- Somatotropin (=HGH=GH=STH) (191 Aminosäuren)

Neuropeptide des Hypothalamus:
- Freisetzungshormone für LH/FSH, TSH, ACTH, GH